# Xandão
Alexandre Luiz Reame (Araçatuba, São Paulo, Brasil, 23 de febrero de 1988), más conocido como Xandão, es un exfutbolista brasileño que jugaba como defensa.

## Trayectoria

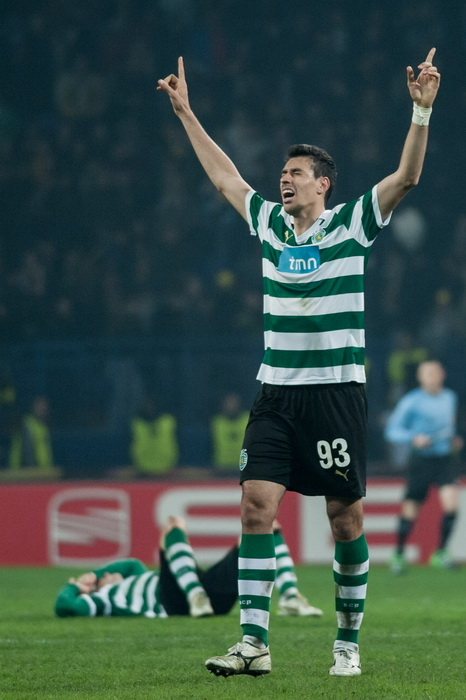
Xandão jugando en el Sporting, en 2012

En 2008, fue subcampeón de la Serie C brasileña con el Guarani F. C. y consiguió el ascenso a la Serie B. En diciembre de 2008 fue prestado al Fluminense F. C., aunque en abril rescindió su contrato con el club sin haber jugado ningún partido y se incorporó al Grêmio Barueri Futebol. En diciembre de 2009 se confirmó su cesión al São Paulo F. C. para las siguientes tres temporadas. En enero de 2012 fue cedido al Sporting de Lisboa por un período de dieciocho meses. Marcó su primer gol para el club en un partido contra el Manchester City F. C. correspondiente a la ida de la ronda de octavos de final de la Liga Europa, con el que dio la victoria por 1-0 a su equipo.
El 15 de febrero de 2013, Xandão acabó su período de cesión en el Sporting, quien había desestimado ejercer una opción de compra valorada en 3 millones de euros. Cuatro días después se confirmó su fichaje por el FC Kubán Krasnodar, con el que consiguió un subcampeonato de la Copa de Rusia en la temporada 2014-15. Después de descender a la Liga Nacional en la campaña 2015-16, firmó un contrato con el FK Anzhí Majachkalá, club del que se desvinculó en marzo de 2017.
El 10 de agosto de 2017 se anunció su fichaje por el Real Sporting de Gijón, del que se desvinculó el 31 de enero de 2018 para fichar por el Cercle Brugge. Allí consiguió un ascenso a la Primera División de Bélgica.
Ya entrando en 2019, se unió al Red Bull Brasil, a fines de su carrera, para más tarde volver al Guarani. Finalmente se marchó a Indonesia, retirándose en el Persija Jakarta.

## Clubes
| Club                         | País      | Año       |
| ---------------------------- | --------- | --------- |
| Guarani                      | Brasil    | 2005      |
| Atlético Paranaense (cedido) | Brasil    | 2006-2007 |
| Desportivo Brasil            | Brasil    | 2008      |
| Fluminense (cedido)          | Brasil    | 2009      |
| Grêmio Barueri (cedido)      | Brasil    | 2009      |
| São Paulo (cedido)           | Brasil    | 2010-2011 |
| Sporting de Lisboa (cedido)  | Portugal  | 2012-2013 |
| FC Kubán Krasnodar           | Rusia     | 2013-2016 |
| FK Anzhí Majachkalá          | Rusia     | 2016-2017 |
| Real Sporting de Gijón       | España    | 2017-2018 |
| Cercle Brugge                | Bélgica   | 2018      |
| Red Bull Brasil              | Brasil    | 2019      |
| Guarani                      | Brasil    | 2019      |
| Persija Jakarta              | Indonesia | 2019      |